# Peter Strasser
Peter Strasser (ur. 1 kwietnia 1876 w Hanowerze, zm. 5 sierpnia 1918 na północ od Wells-next-the-Sea) był głównym dowódcą Zeppelinów Cesarskiej Marynarki Wojennej niemieckiej podczas I wojny światowej. Dowodził kampaniami bombowymi od 1915 do 1917. Zginął podczas ostatniego nalotu statków powietrznych Cesarstwa Niemieckiego na Wielką Brytanię.

## Wczesna kariera
Strasser urodził się w Hanowerze w 1876. W 1894 r. dołączył do Kaiserliche Marine. Po odbyciu służby na pokładach okrętów SMS "Stein" i SMS "Moltke", Strasser dołączył do akademii marynarki wojennej w Kilonii. Szybko piął się po szczeblach kariery i został awansowany do stopnia podporucznika marynarki (niem. Leutnant zur See) w 1895 roku. W latach 1897–1902 służył na pokładach okrętów SMS "Mars", SMS "Blücher", SMS "Panther", SMS "Mecklenburg" i SMS "Westfalen". Był znakomitym oficerem artylerii i dostał się do Niemieckiego Urzędu Cesarskiej Marynarki Wojennej (niem. Reichsmarine-Amt) jako dowódca okrętów i artylerii przybrzeżnej. We wrześniu 1913 przejął dowodzenie nad Dywizją Sterowców Marynarki Wojennej (Marine-Luftschiff-Abteilung).

## I wojna światowa
Po wybuchu I wojny światowej w sierpniu 1914 r. sterowce Marynarki Wojennej początkowo ograniczały się do misji przeciw okrętom podwodnym, przeciwminowych oraz zwiadowczych. Brały też udział w bitwie koło zatoki Helgoland.
Jednak w dniach 19–20 stycznia 1915 r. L3 i L4 wzięły udział w pierwszych nalotach bombowych na Anglię, atakując Great Yarmouth, Sheringham i King’s Lynn. W przeciągu następnych 3 lat bombardowana głównie była Wielka Brytania, ale także Paryż i inne miasta i porty. Strasser przynajmniej raz w miesiącu brał udział w nalotach na Anglię. Początkowo bombardowania ograniczały się tylko do celów wojskowych, ale przy dużym wsparciu lobbistycznym Paula Behncke, cesarz pozwolił atakować cele cywilne. Oficjalne brytyjskie szacunki mówią o śmierci 498 cywili i 58 żołnierzów w wyniku ataków powietrznych na Wielką Brytanię w latach 1915–1918. Odnotowano także 1913 rannych. Cesarska Marynarka Wojenna zrzuciła 360 000 kilogramów bomb, większość na Wyspy Brytyjskie. Na statki, porty i miasta wroga skierowano 307 315 kilogramów. Na Włochy, Morze Bałtyckie i Morze Śródziemne zrzucono 58 000 kg. Sterowce armii niemieckiej przewiozły 160 000 kilogramów bomb do wyznaczonych celów: 44 000 kg trafiło w Belgię i Francję, 36 000 kg w Anglię oraz 80 000 kg w Rosję i Europę Południowo-Wschodnią. W styczniu 1916 roku przełożonym Strassera został wiceadmirał Reinhard Scheer, który bezskutecznie próbował poskromić agresywne dążenie Strassera do niezależności. W dniu 28 listopada 1916 r. Strasser został mianowany dekretem cesarskim „Dowódcą sterowców”. 16 lipca 1917 r. awansowany do stopnia komandora porucznika (niem. Fregattenkapitän).

## Śmierć i dziedzictwo
Strasser nie dożył końca wojny. 5 sierpnia 1918 roku, podczas nocnego nalotu na Boston, Norwich i estuarium Humber, L 70 Strassera napotkał brytyjski statek zwiadowczy D.H.4. Major pilot Egbert Cadbury i major strzelec Robert Leckie zestrzelili L 70, na północ od Wells-next-the-Sea na wybrzeżu Norfolk. Żaden z 23 ludzi na pokładzie nie przeżył. Był to ostatni nalot sterowca na Wielką Brytanię.
Wpływ Strassera zarówno na wojnę, jak i na historię był znaczący dla przyszłości walki powietrznej. Odegrał kluczową rolę w rozwoju bombardowań dalekiego zasięgu i rozwoju sterowców szkielotowych jako wydajnego statku powietrznego, latającego na dużych wysokościach i w każdych warunkach pogodowych. Był zwolennikiem doktryny ataków bombowych na zarówno cele cywilne, jak i wojskowe, co miało służyć zarówno propagandzie oraz środkowi odciągnięcia zasobów z linii frontu.

## Odznaczenia
Odznaczenia Petera Strassera to między innymi:
- Order Pour le Mérite
- Order Orła Czerwonego IV klasy
- Kawaler Orderu Hohenzollernów z mieczami na wstędze wojennej
- Krzyż Żelazny I klasy
- Krzyż Żelazny II klasy
- Medal za Ratowanie Życia na wstędze
- Oficer Order Zasługi Wojskowej IV klasy z mieczami i koroną (Bawaria)
- Hamburski Krzyż Hanzeatycki (Hamburg)
- Krzyż Fryderyka Augusta I klasy (Oldenburg)
- Komandor II klasy Orderu Ernestyńskiego z mieczami (Saksonia)